# Peyrusse-le-Roc

Peyrusse-le-Roc este o comună în departamentul Aveyron din sudul Franței. În 1 ianuarie 2022 avea o populație de 202 de locuitori.